# 사오싱시
사오싱(한국어: 소흥, 중국어 간체자: 绍兴市, 정체자: 紹興市, 병음: Shàoxīng Shì)은 중화인민공화국 저장성(浙江省)의 지급시(地级市)이다.

## 지리
첸탕강 하구의 남쪽 기슭에 위치하고 북쪽으로는 자싱이 위치하고, 동쪽으로는 닝보, 서쪽으로는 항저우에 접한다. 남쪽으로는 진화와 타이저우가 있다.
- 저장성 중북부에 해당하여, 항저우만의 남안에 있다.
- 연평균 기온: 17.6 °C
- 연평균 강수량: 1518.7mm

| 사오싱시의 기후                                               | 사오싱시의 기후 | 사오싱시의 기후 | 사오싱시의 기후 | 사오싱시의 기후 | 사오싱시의 기후 | 사오싱시의 기후 | 사오싱시의 기후 | 사오싱시의 기후 | 사오싱시의 기후 | 사오싱시의 기후 | 사오싱시의 기후 | 사오싱시의 기후 | 사오싱시의 기후 |
| 월                                                            | 1월             | 2월             | 3월             | 4월             | 5월             | 6월             | 7월             | 8월             | 9월             | 10월            | 11월            | 12월            | 연간            |
| ------------------------------------------------------------- | --------------- | --------------- | --------------- | --------------- | --------------- | --------------- | --------------- | --------------- | --------------- | --------------- | --------------- | --------------- | --------------- |
| 역대 최고 기온 °C (°F)                                        | 24.3 (75.7)     | 29.1 (84.4)     | 33.9 (93.0)     | 35.0 (95.0)     | 36.7 (98.1)     | 38.0 (100.4)    | 39.9 (103.8)    | 39.7 (103.5)    | 37.9 (100.2)    | 34.9 (94.8)     | 31.5 (88.7)     | 24.9 (76.8)     | 39.9 (103.8)    |
| 일평균 최고 기온 °C (°F)                                      | 8.7 (47.7)      | 11.2 (52.2)     | 15.8 (60.4)     | 22.1 (71.8)     | 26.9 (80.4)     | 29.2 (84.6)     | 34.0 (93.2)     | 33.1 (91.6)     | 28.4 (83.1)     | 23.4 (74.1)     | 17.9 (64.2)     | 11.5 (52.7)     | 21.9 (71.3)     |
| 일일 평균 기온 °C (°F)                                        | 5.0 (41.0)      | 7.1 (44.8)      | 11.2 (52.2)     | 17.2 (63.0)     | 22.3 (72.1)     | 25.3 (77.5)     | 29.6 (85.3)     | 29.0 (84.2)     | 24.5 (76.1)     | 19.2 (66.6)     | 13.4 (56.1)     | 7.3 (45.1)      | 17.6 (63.7)     |
| 일평균 최저 기온 °C (°F)                                      | 2.3 (36.1)      | 4.0 (39.2)      | 7.8 (46.0)      | 13.2 (55.8)     | 18.5 (65.3)     | 22.1 (71.8)     | 26.1 (79.0)     | 25.8 (78.4)     | 21.5 (70.7)     | 15.9 (60.6)     | 10.1 (50.2)     | 4.2 (39.6)      | 14.3 (57.7)     |
| 역대 최저 기온 °C (°F)                                        | −6.6 (20.1)     | −5.5 (22.1)     | −2.0 (28.4)     | 0.5 (32.9)      | 8.2 (46.8)      | 12.1 (53.8)     | 17.4 (63.3)     | 19.0 (66.2)     | 12.5 (54.5)     | 2.9 (37.2)      | −2.4 (27.7)     | −10.2 (13.6)    | −10.2 (13.6)    |
| 평균 강수량 mm (인치)                                         | 99.3 (3.91)     | 89.5 (3.52)     | 137.4 (5.41)    | 120.3 (4.74)    | 139.4 (5.49)    | 231.7 (9.12)    | 140.5 (5.53)    | 193.8 (7.63)    | 132.8 (5.23)    | 80.7 (3.18)     | 80.7 (3.18)     | 72.6 (2.86)     | 1,518.7 (59.8)  |
| 평균 강설일수                                                 | 2.9             | 2.1             | 0.6             | 0.1             | 0               | 0               | 0               | 0               | 0               | 0               | 0.1             | 1.3             | 7.1             |
| 평균 상대 습도 (%)                                            | 78              | 77              | 75              | 72              | 72              | 80              | 73              | 76              | 80              | 78              | 78              | 76              | 76              |
| 평균 월간 일조시간                                            | 105.2           | 106.0           | 128.9           | 154.4           | 168.1           | 136.9           | 230.2           | 214.3           | 159.2           | 147.8           | 120.2           | 116.7           | 1,787.9         |
| 가능 일조율                                                   | 32              | 34              | 35              | 40              | 40              | 33              | 54              | 53              | 43              | 42              | 38              | 37              | 40              |
| 출처: 중국기상국 (평년값: 1991년~2020년, 극값: 1981년~2010년) |                 |                 |                 |                 |                 |                 |                 |                 |                 |                 |                 |                 |                 |

## 역사
춘추전국시대 월나라의 도읍지였기 때문에, 옛 이름은 월주였다. 남송의 소흥 원년인 1131년 회계, 산음 방명에 요양을 목적으로 관청이 설치되었기 때문에, 연호와 관련되어 붙여진 이름이다. 이후 부와 거리이름 등에 사용되다가 점차 시로 자리잡게 되었다.
이곳은 소흥주의 원산지로 유명하며, 근대 중국 문학의 거장 루쉰의 생가가 이곳에 있다.

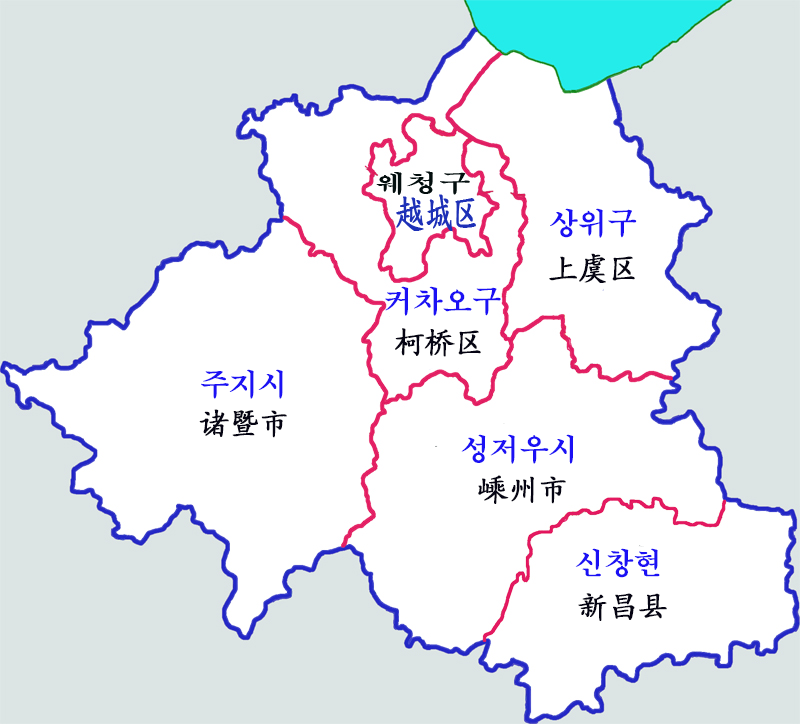
사오싱시 행정구역

## 행정 구역
3개의 직할구와 2개의 현급시, 1개의 현을 가지고 있다.
시할구
- 웨청구(越城区)
- 커차오구(柯桥区)
- 상위구(上虞区)

현급시
- 주지시(诸暨市)
- 성저우시(嵊州市)

현
- 신창현(新昌县)

## 경제
식품 공업, 기계 공업이 발달해있다.

## 관광

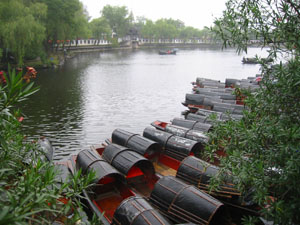
강남의 아름다움, 동호

### 볼거리
- 루쉰의 생가(루쉰기념관)
- 부산공원(府山公園) - 월나라의 왕성
- 소흥주 공장(紹興釀造場) - 월나라 왕이 오나라 왕에게 이 소흥주를 선물로 보냈던 것이다.
- 추근 옛집
- 동호(东湖)
- 우능(禹陵) - 하나라(夏)의 시조, 치수로 유명한 우왕(禹)의 무덤이라고 전해지는 곳이다.
- 심원(瀋園) - 송나라 정원
- 난정(蘭亭) - 왕희지(王羲之)가 353년에 41명의 명사들과 함께 연회를 벌이고 난정서를 지은 곳이다.

### 특산물
- 소흥주(紹興酒)가 예부터 유명하였다.
- 취두부(臭豆腐)
- 추유(腐乳)

### 공연
- 월극: 중국의 대표적인 지방극인 월극의 발생지이기도 하다.

## 교통
- 항저우 역에서 열차로 1시간
- 상하이 역에서 열차로 3시간

## 인물

### 고대
- 서시 - 소흥 부근에서 태어났으며, 춘추전국시대 말기의 미녀이다.
- 범려
- 구천
- 왕충 (후한)
- 장학성

### 근대
- 저우언라이
- 천이 - 전 상하이 시장, 중국10대원수
- 추근 - 여성혁명가

## 같이 보기
- 소흥주